# Carl Alfred Leonardt Kleingardt
Carl Alfred Leonardt Kleingardt, född 1 april 1824 i Hedvig Eleonora församling, Stockholm, död 22 juli 1873 i Göta livgardes församling, Stockholm, var en svensk hornist.
1845 anställdes han som hautboist vid Andra livgardet och från 1847 vid Hovkapellet med cornetti som biinstrument där han blev kvar till 1870.